# Jeff Davis (Schlagzeuger)
Jeff Davis ist ein US-amerikanischer Schlagzeuger und Komponist des Modern Creative Jazz, der in der New Yorker Jazzszene aktiv ist.

## Leben und Wirken
Davis, der aus Greeley (Colorado) stammt, begann mit neun Jahren Marimba zu spielen. Später studierte er klassische Perkussion an der University of Northern Colorado. Bereits in Colorado arbeitete er mit Art Lande und Ron Miles. Den Master erwarb er an der Manhattan School of Music. Seit 2002 trat Davis in New York City auf und nahm u. a. mit Eivind Opsvik, Kris Davis, Peter van Huffel, Tony Malaby, Jon Irabagon und Samuel Blaser auf; auch begründete er eigene Bandprojekte, wie We Sleep Outside (gleichnamiges Album 2006, u. a. mit Kirk Knuffke, Kris Davis und Eivind Opsvik), die Jeff Davis Band und das Jeff Davis New Trio, mit Russ Lossing und Opsvik. Ferner spielte er mit Jesse Stacken, Michael Bates, Ben Holmes, Pascal Niggenkemper, Pedro Giruado, Pete Robbins und Ryan Keberle. Im Bereich des Jazz war er zwischen 2000 und 2011 an 25 Aufnahmesessions beteiligt. Er tourte in China und in Europa und präsentierte sein Spiel auf Festivals wie dem North Sea Jazz Festival, dem Oslo Jazzfestival, dem Vancouver Jazz Festival oder dem Earshot Jazz Festival.
Er ist nicht mit dem gleichnamigen Gospel-Schlagzeuger zu verwechseln.

## Diskographische Hinweise
- Tony Malaby: Tone Collector (2004)
- Kris Davis: The Slightest Shift (2005)
- Jesse Stacken: That That (2006)
- RIDD Quartet: Fiction Avalanche (Clean Feed Records 2005), mit Kris Davis, Jon Irabagon, Reuben Radding
- Leaf House (2011)
- Jesse Stacken: Bagatelles for Trio (2011)
- Dan McCarthy: Mejis (2020)